# شارون أوزبورن

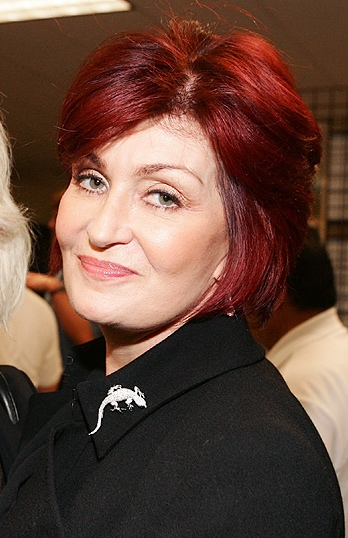
شارون أوزبورن

شارون أوزبورنا راشيل (بالإنجليزية: Sharon Osbourne)‏ هي زوجة أوزي اوزبورنا المغني وكاتب الاغاني. فهي مذيعة التلفزيون الإنجليزية، والمؤلفة، مديرة الموسيقى وسيدة أعمال ومتعهدة. وهي من بين 25 امراة غنية في بريطانيا هي تعيش حاليا في ولاية كاليفورنيا
شارون أوزبورنا راشيل، مذيعة وكاتبة أغان، ولدت في 9 أكتوبر 1952 م في بريكستون في جنوب لندن، تزوجت من المغني والكاتب أوزي أوزبورن، ولديها منه ثلاثة أبناء هم إيمي، كيلي، وجاك.
صنفت شارون في المرتبة 25 في قائمة صحيفة «صنداي تايمز» لأغنى السيدات في بريطانيا، بعد النجاح الساحق الذي حققه برنامجها التلفزيوني The Osbournes، المستوحى من الروتين اليومي لأسرتها. ثم زادت شهرة شارون، بعد أن شاركت في لجنة تحكيم برنامج X Factor.
وكان لمشاركة شارون في لجنة تحكيم America's Got Talent دور كبير في اتساع دائرة شهرتها لتتعدى بريطانيا والولايات المتحدة؛ نظرا لاتساع جماهيرية البرنامج الذي يتم بثه في عدد كبير من دول العالم.

## روابط خارجية
- شارون أوزبورن على موقع IMDb (الإنجليزية)
- شارون أوزبورن على موقع الموسوعة البريطانية (الإنجليزية)
- شارون أوزبورن على موقع ألو سيني (الفرنسية)
- شارون أوزبورن على موقع ميوزك برينز (الإنجليزية)
- شارون أوزبورن على موقع أول موفي (الإنجليزية)
- شارون أوزبورن على موقع إن إن دي بي (الإنجليزية)
- شارون أوزبورن على موقع أول ميوزيك (الإنجليزية)
- شارون أوزبورن على موقع ديسكوغز (الإنجليزية)
- شارون أوزبورن على موقع قاعدة بيانات الفيلم (الإنجليزية)
- شارون أوزبورن على موقع كينوبويسك (الروسية)